# Douce Béatitude
Douce Béatitude est le 18e épisode de la saison 4 de la série télévisée Angel.

## Résumé
Angel et Connor sont immédiatement sous l'influence de la jeune femme qui vient de sortir du corps de Cordelia. Cordelia est dans un état comateux et le reste de l'équipe s'interroge sur le comportement bizarre d'Angel et Connor. Mais eux aussi se mettent à adorer la jeune femme quand elle apparaît devant eux. Elle leur explique qu'elle est une Puissance supérieure qui s'est lassée d'observer la Terre et a choisi d'intervenir. Elle a organisé la naissance de Connor et l'ascension de Cordelia vers une dimension supérieure car c'étaient les deux miracles nécessaires à son incarnation sur Terre. La déesse sort en ville avec le groupe et ils se battent contre des vampires. La déesse est légèrement blessée au cours du combat. Les gens qui la voient se mettent à l'adorer aussitôt sauf un homme, John, qui s'attaque à elle en la traitant de monstre. Mais Angel l'arrête et s'en prend à lui jusqu'à ce que la déesse touche John au visage et demande d'appeler une ambulance pour lui. Elle continue ensuite à discourir sur la paix et l'amour qu'elle va apporter. 
Fred lave le chemisier taché de sang de la déesse et, quand elle lui en apporte un neuf, elle voit que son corps est en décomposition et son visage couvert d'insectes. Elle cache au mieux sa panique et se rend ensuite à l'hôpital pour retrouver John. Fred s'aperçoit que John a vu la même chose qu'elle et le jeune homme lui montre ensuite le côté de son visage que la déesse a touché : il est déformé et putréfié. De retour à l'hôtel Hyperion, Fred parle à Wesley de ce qu'elle a vu mais Wesley prévient alors la déesse et les autres membres de l'équipe. Fred s'empare d'une arbalète et tire sur la déesse mais Angel s'interpose. La déesse laisse ensuite partir Fred en l'assurant qu'elle l'aime toujours. Plus tard, Fred, très déprimée, va déjeuner dans un restaurant. À la télévision, la déesse apparaît soudain dans une interview aux nouvelles du matin et se présente sous le nom de Jasmine (d'après des fleurs qu'Angel lui a offert). Tous les gens présents dans le restaurant tombent aussitôt à genoux alors que Fred est horrifiée.